# Banco Nacional de Tayikistán
El Banco Nacional de Tayikistán (en tayiko: Бонки миллии Тоҷикистон) es el banco central de Tayikistán. 
El Banco participa en el desarrollo de políticas para promover la inclusión financiera y es miembro de la Alianza para la Inclusión Financiera. Los depósitos en el Banco Nacional de Tayikistán durante el primer semestre de 2013 fueron de $ 1.09 millones, un aumento de más del 17% en comparación con el mismo período de 2012.